# Västergötlands runinskrifter 3
Västergötlands runinskrifter 3 eller "Armeneby runsten" återfinns i Armeneby i Bällefors socken och Töreboda kommun. Stenen står omkring en kilometer sydsydväst om Bällefors kyrka och ristningen vetter mot sydväst. Stenen uppmålades år 1989.

## Stenen
Stenen är ganska låg med sned ovansida och runinskriften löper i en båge utmed stenens ytterkanter på dess sydvästra sida. Runinskriften är mycket utnött och en del runor är svåra att urskilja då endast spår av senaste uppmålning syns till. Den åkerholme stenen för närvarande står på kan mycket väl vara dess ursprungliga plats.

## Inskriften
Translitterering av runraden:
: (t)umi : auk : þiʀ : broþʀ : risi : stin : þni : haftʀ : þurstin : fauþr
Normalisering till runsvenska:
Tumi/Tummi ok þæiʀ brøðr ræisa(?) stæin þenna æftiʀ Þorstæin, faður.
Översättning till nusvenska:
Tumme och hans bröder reser(?) denna sten efter (sin) fader Torsten.